# Maurice Unck
Maurice Unck (1974) is een Nederlands bestuurder werkzaam bij PostNL.

## Biografie
Maurice Unck behaalde zijn doctoraal rechten aan de Universiteit Utrecht in 1998. Hij startte vervolgens als trainee bij het ministerie van BZK. In 2002 stapte Unck over naar de Nederlandse Spoorwegen en vervulde daar verschillende managementfuncties. In 2014 werd hij daar benoemd in de hoofddirectie als directeur Communicatie en Strategie.
Op 1 juni 2017 volgde hij Pedro Peters op als algemeen directeur van de RET. Eind 2020 werd Unck herbenoemd voor een tweede termijn. Op 29 augustus 2023 werd bekend dat Unck op 1 januari 2024 vertrekt bij de RET en is benoemd bij PostNL als directeur van de brievendivisie en lid van het Executive Committee.

## Privé
Unck is getrouwd en heeft twee dochters.